# Limenitis comstocki
Limenitis comstocki är en fjärilsart som beskrevs av Gunder 1925. Limenitis comstocki ingår i släktet Limenitis och familjen praktfjärilar. Inga underarter finns listade i Catalogue of Life.